# Nieuw-Balinge
Nieuw-Balinge (Drents: Nei-Baoling) is een dorp in de gemeente Midden-Drenthe, in de Nederlandse provincie Drenthe.
Het is een veenkolonie, ontstaan aan het einde van de 19e eeuw aan de Middenraai. Door kleinschalige nieuwbouw heeft het een eigen dorpskern gekregen. Een deel van de dorpskern wordt gevormd door bungalowpark De Breistroeken. Het dorp heeft een Nederlands Hervormde en een christelijk gereformeerde kerk. Daarnaast zijn er sportvelden voor voetbalclub SV Nieuw Balinge, tal van verenigingen en een openbare basisschool.

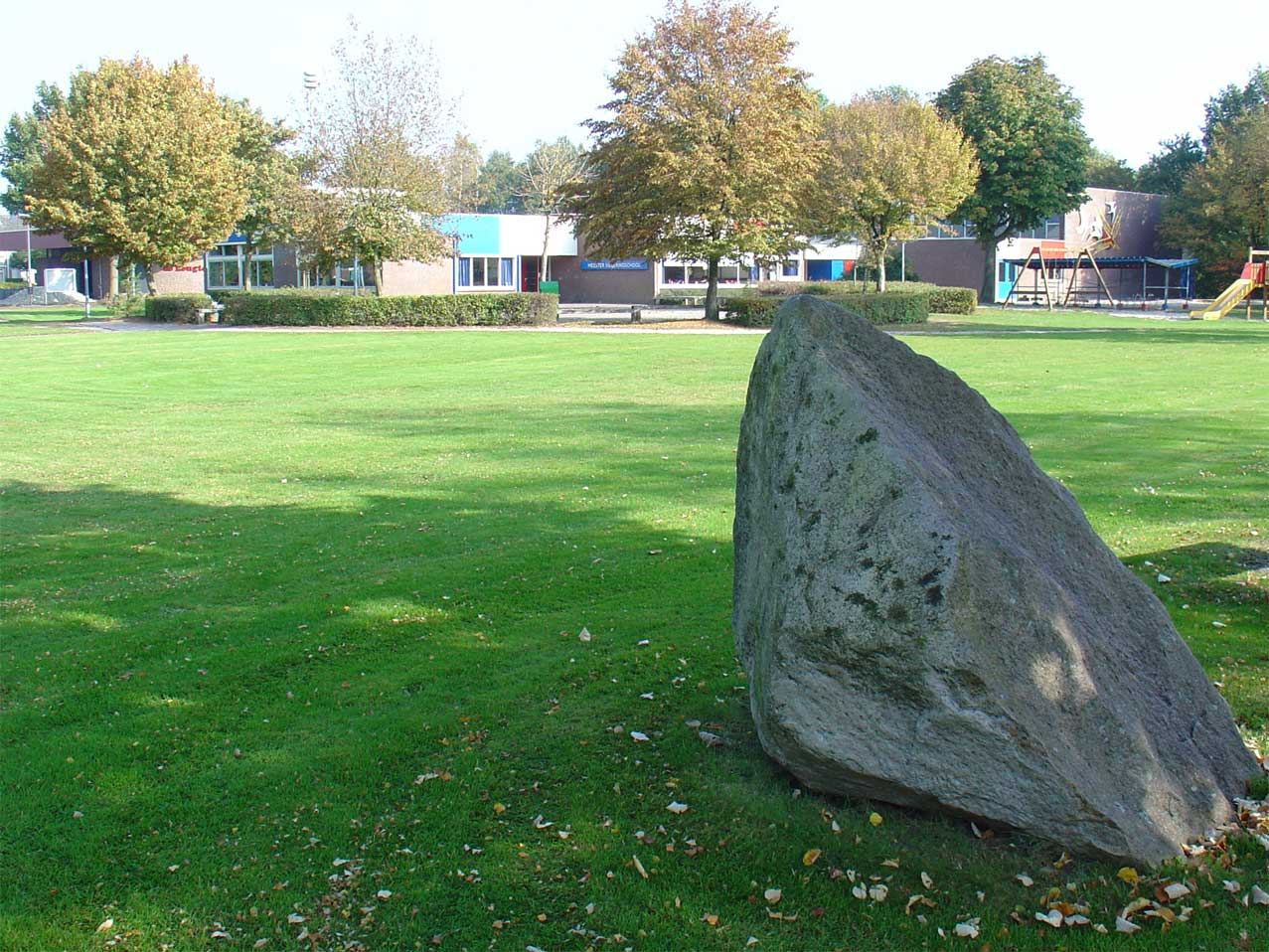
Dorpsgezicht Nieuw-Balinge met dorpshuis "De Heugte" en de OBS "Meester Sieberingschool"

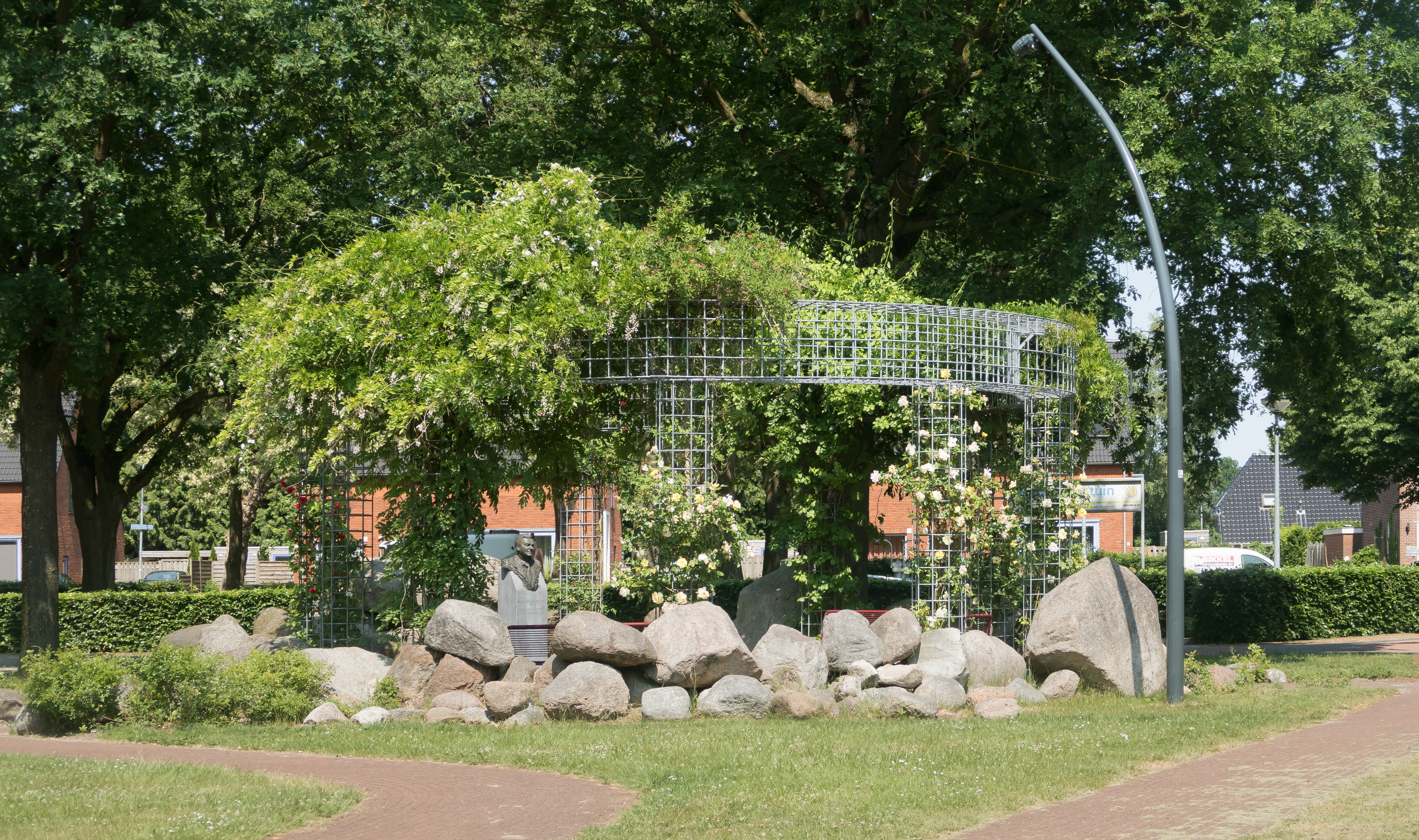
Borstbeeld van Meester Siebering in een pergola

De omgeving van Nieuw-Balinge bestaat uit een combinatie van landbouwgebied (veenontginningen) en de uitgestrekte heidevelden van het Mantingerveld, met als belangrijkste onderdelen het Mantingerzand ten noorden van het dorp en het Lentsche Veen ten oosten ervan. In het 850 hectare grote natuurgebied van Natuurmonumenten wordt een natuurherstelprogramma uitgevoerd om enkele versnipperde gebieden weer met elkaar te verbinden.

## Geschiedenis
Het gebied waar nu Nieuw-Balinge ligt, was tot midden negentiende eeuw een smalle strook veen tussen de heidevelden van Mantinge en Gees in. Daarna begon ook hier de vervening. In 1860 werd haaks op de Hoogeveense Vaart in noordelijke richting de Middenraai gegraven, met links en rechts vele wijken als zijtakken hiervan. Via het water werd het turf afgevoerd. Na de afgraving werden vanwege de grote vraag naar hout eerst naaldbomen aangeplant in het gebied, maar toen de houtprijzen zakten werd het omgevormd tot landbouwgebied. In de jaren twintig werd de Middenraai doorgetrokken in noordelijke richting door het Mekelermeersche Veen, richting Witteveen. Ten oosten van het veengebied werden ook delen van het heidegebied (Groote Veld) ontgonnen. Door afgraving van de bemeste bovenlaag zullen veel van deze heideontginningen weer teruggegeven worden aan de natuur.
Tot 1 januari 1998 maakte Nieuw-Balinge deel uit van de gemeente Westerbork.